# Ossínovo
Ossínovo (en rus: Осиново) és un poble del krai de Perm, a Rússia, que en el cens del 2010 tenia 20 habitants.